# Alevosía (álbum)
Alevosía es el segundo álbum de La Mala Rodríguez, lanzado el 3 de noviembre de 2003 y grabado y mezclado en Madrid y en Nueva York, respectivamente.[cita requerida]
Caracterizado por el usual descaro y fuerza que utiliza la artista sevillana, sus letras están escritas con un lenguaje sencillo y espontáneo. 
La niña fue el primer sencillo del disco, en la cual se refleja una sociedad cruda y marginal.
La producción corrió a cargo de Jotamayúscula y Supernafamacho, productores que siguieron colaborando en las producciones musicales de La Mala Rodríguez 
En este LP, contó con numerosas colaboraciones, como en la producción de temas como Fuerza y Mamoneo con Mr. T-Cee, la de Raimundo Amador en el tema Alevosía o la de El Sicario,
Un total de catorce canciones, cuyo segundo sencillo es Lo fácil cae ligero, La Mala sigue rapeando con su característico estilo denotando su descaro ante la vida y sus raíces de la calle como en Jugadoras Jugadores, tema que se incluye en la película Yo, puta: una adaptación de la novela de Isabel Pisano; o en Amor y respeto, tema que cierra el álbum y que representa dos valores muy importantes para la cantante.

## Lista de canciones
1. Lo fácil cae ligero - 5:41
2. En la hoguera - 4:10
3. Jugadoras, jugadores - 5:42
4. Como el ruido del mar - 1:10
5. Una raya en el agua - 3:36
6. Vengo prepará - 4:04
7. La niña - 4:40
8. Mamoneo - 4:35
9. En esto - 2:14
10. Sobresaliente - 5:04
11. Grita fuego - 4:07
12. Fuerza - 2:53
13. Alevosía - 6:24
14. Amor y respeto - 7:42
15. La niña [Videoclip]

## Certificación y ventas
| Certificación | Ventas certificadas | Ventas |
| ------------- | ------------------- | ------ |
| Disco de Oro  | 50 000              | 60 000 |